# Kim Dong-wook
Kim Dong-wook (hangul: 김동욱, RR: Gim Dong-uk; 29 de julio de 1983) es un actor y cantante surcoreano.

## Biografía
Estudió drama en la Universidad Nacional de Artes de Corea (inglés: "Korea National University of Arts").
Es buen amigo del actor Ju Ji-hoon.
El 30 de agosto de 2012 comenzó su servicio militar obligatorio en Nonsan, Provincia de Chungcheong del Sur y posteriormente sirvió durante dos años como policía antidisturbios para la Agencia de Policía Metropolitana de Seúl, finalizando su entrenamiento el 29 de noviembre de 2014.

## Carrera
Es miembro de la agencia "KeyEast".
En julio de 2007 se unió al elenco recurrente de la serie Coffee Prince donde interpretó a Jin Ha-rim, el extrovertido y malhumorado camarero del "Coffee Prince".
En noviembre del mismo año se unió al elenco de la serie Unstoppable Marriage donde dio vida a Wang Sam-baek, el tercer hijo de la familia Wang, hasta el final de la serie en mayo del 2008.
El 30 de enero de 2010 se unió al elenco principal de la serie Dandelion Family donde interpretó a Lee Jae-ha, el hijo de Lee Hyo-dong (Kim Ki-seob), hasta el final de la serie el 25 de julio del mismo año.
El 23 de enero de 2015 se unió al elenco principal de la serie More Than a Maid (también conocida como "Maids") donde dio vida a Kim Eun-gi, el hijo del ministro de finanzas Kim Chi-kwon (Kim Kap-soo), hasta el final de la serie el 28 de marzo del mismo año.
El 15 de marzo de 2017 se unió al elenco principal de la serie Radiant Office donde interpretó a Seo Hyun, un médico de emergencias que atiende a Eun Ho-won (Go Ah-sung) después de su intento de suicidio y que posteriormente se convierte en su guardián secreto, hasta el final de la serie el 4 de mayo del mismo año.
El 1 de agosto de 2018 apareció como parte del elenco de la película Along with the Gods: The Last 49 Days donde dio vida a Kim Soo-hong, la 49° alma que es guiada por las tres parcas Gang-rim (Ha Jung-woo), Haewonmak (Ju Ji-hoon) y Lee Deok-choon (Kim Hyang-gi) en sus pruebas por el inframundo.
El 12 de septiembre del mismo año se unió al elenco principal de la serie The Gues (también conocida como "Hand: The Guest") donde interpretó a Yoon Hwa-pyung, un chamán que nació con poderes psíquicos, hasta el final de la serie el 1 de noviembre del mismo año. El actor Choi Seung-hun interpretó a Hwa-pyung de pequeño.
El 8 de abril de 2019 se unió al elenco principal de la serie Special Labor Inspector donde dio vida a Jo Jin-gap, un hombre honesto, trabajador y de corazón puro con un fuerte sentido de la justicia que es asignado como inspector de trabajo para el Ministerio de Empleo y Trabajo, hasta el final de la serie el 28 de mayo del mismo año.
El 18 de marzo de 2020 se unió al elenco principal de la serie Find Me in Your Memory, donde interpretó al presentador Lee Jung-hoon, un hombre con hipertimesia, una condición de le permite tener la capacidad de recordar una enorme cantidad de experiencias de vida con vívidos detalles al año, hasta el final de la serie el 13 de mayo del mismo año.
El 5 de junio de 2021 se unió al elenco principal de la serie You Are My Spring donde interpretó a Joo Young-do, un psiquiatra que ayuda a otros a sanar sus heridas emocionales y encontrar la voluntad de vivir, hasta el final de la serie el 24 de agosto del mismo año. Originalmente el papel se le ofreció al actor Yoon Kye-sang, quien tuvo que rechazarlo por conflictos con la programación.
El 18 de marzo de 2022 se unirá al elenco de la serie web The King of Pigs, donde da vida a Hwang Kyung-min, un hombre que vive con el trauma de la violencia escolar que experimentó hace 20 años, su vida feliz cambia cuando un evento inesperado hace que su trauma resurja. La serie estará basada en la película animada que lleva el mismo nombre.
El 19 de enero del mismo año se anunció que se uniría al elenco principal de la serie Run Into You, donde interpreta a Yoon Hae-jun, un periodista que viaja en el tiempo para descubrir la verdad detrás de un caso de asesinato.

## Filmografía

### Series de televisión
| Año     | Título                              | Personaje          | Notas                   | Ref.          |
| ------- | ----------------------------------- | ------------------ | ----------------------- | ------------- |
| 2006    | Break                               |                    |                         |               |
| 2007    | Coffee Prince                       | Jin Ha-rim         |                         |               |
| 2007-08 | Unstoppable Marriage                | Wang Sam-baek      |                         |               |
| 2009    | Partner                             | -                  |                         |               |
| 2009    | Soul Special                        | -                  |                         |               |
| 2009    | Hometown of Legends: Silent Village | -                  |                         |               |
| 2010    | Dandelion Family                    | Lee Jae-ha         | 50 episodios            |               |
| 2011    | The Great Gift                      | -                  |                         |               |
| 2011    | I Trusted Him                       | -                  |                         |               |
| 2015    | Riders: Catch Tomorrow              | -                  | 12 episodios            |               |
| 2015    | Cheo Yong 2                         | Lee Cheol-gyu      | 2 episodios             |               |
| 2015    | More Than a Maid                    | Kim Eun-gi         | 20 episodios            |               |
| 2017    | Radiant Office                      | Seo Hyun           | 16 episodios            |               |
| 2018    | The Guest                           | Yoon Hwa-pyung     | 16 episodios            |               |
| 2019    | Special Labor Inspector             | Jo Jin-gap         | 32 episodios            |               |
| 2020    | Find Me in Your Memory              | Lee Jung-hoon      | 32 episodios            |               |
| 2020    | Man and Woman                       | -                  | Audiodrama              | [ 22 ]        |
| 2021    | You Are My Spring                   | Psiq. Joo Young-do | 16 episodios            |               |
| 2022    | Shooting Stars                      | -                  | Aparición especial      | [ 23 ]        |
| 2022    | The King of Pigs                    | Hwang Kyung-min    | Serie web               |               |
| 2023    | Run Into You                        | Yoon Hae-jun       | 16 episodios            | [ 21 ] [ 24 ] |
| 2023    | Delightfully Deceitful              | Han Moo-young      | 16 episodios            | [ 25 ] [ 26 ] |
| 2024    | Seoul Busters                       | Dongbang Yu-bin    | Serie web, 20 episodios | [ 27 ] [ 28 ] |

### Películas
| Año  | Título                                     | Personaje                              | Notas                                                                            |
| ---- | ------------------------------------------ | -------------------------------------- | -------------------------------------------------------------------------------- |
| 2001 | Monitor                                    |                                        | (corto)                                                                          |
| 2002 | Seoul                                      | Miembro de la División de Inteligencia | junto a Tomoya Nagase, Choi Min-soo. Lee Do-hyun y Park Young-jin                |
| 2003 | Tube                                       |                                        | junto a Kim Suk-hoon, Bae Doona, Park Sang-min, Son Byong-ho y Kwon Oh-joong     |
| 2003 | Super                                      |                                        | (corto)                                                                          |
| 2003 | My Wife is a Gangster 2                    | Na Nam-Ja                              | junto a Shin Eun-kyung, Park Jun-gyu, Choi Joon-yong, Sunwoo Sun y Lee Won-jong  |
| 2004 | A Crimson Mark                             | King Hyun-jong                         | junto a Lee Dong-kyu y Oh Dae-hwan                                               |
| 2004 | Flying Boys                                | Kim Ki-tae                             | junto a Yoon Kye-sang, Kim Min-jung, Do Ji-won, Lee Joon-gi y Greena Park        |
| 2005 | My Lovely Week                             | Actor                                  | junto a Uhm Jung-hwa, Hwang Jung-min, Im Chang-jung, Seo Young-hee y Kim Su-ro   |
| 2005 | The Fever in Deep Blue Sea                 |                                        | (corto)                                                                          |
| 2005 | The Apple                                  |                                        | (corto)                                                                          |
| 2006 | No Regret                                  | Ga-ram                                 | junto a Lee Yeong-hoon, Kim Nam-gil, Kim Jung-hwa y Jo Hyeon-cheol               |
| 2006 | Burning Coals on His Head                  |                                        | (corto)                                                                          |
| 2006 | My Night with Miss Marple                  |                                        | (corto)                                                                          |
| 2006 | APT                                        | Shin Jung-soo                          | junto a Ko So-young, Park Ha-sun, Kang Sung-jin, Kang In-hyung y Jang Hee-jin    |
| 2007 | A Nymph of a Lamp                          |                                        | junto a Lee Jung-woo, Lim Ju-eun, Go Seo-hee, Lee Ho-young y Sang Hoon           |
| 2008 | Lost and Found                             | Han Ji-hoon                            | junto a Lee Ki-woo, Jo Han-sun, Park Jin-hee, Chae Min-seo y Choi Eun-ju         |
| 2008 | Living Together, Happy Together            |                                        | junto a Kim Chung, Jo Yoon-hee, Jung Seung-ho, Im Hyeon-seong y Gil Hae-yeon     |
| 2009 | Five Senses of Eros: Believe in the Moment | Han Ji-woon                            | junto a Lee Si-young, Jung Eui-chul, Shin Se-kyung, Song Joong-ki y Lee Sung-min |
| 2009 | Take Off                                   | Choi Hong-cheol                        | junto a Ha Jung-woo, Kim Ji-seok, Sung Dong-il, Lee Eun-sung y Lee Hye-sook      |
| 2010 | Cafe Seoul                                 | Sang                                   | junto a Takumi Saitō, Kim Jeong-hoon, Jang Seo-won y Suh Sang-won                |
| 2010 | Happy Killers                              | Choi Jung-min                          | junto a Yu Oh-seong, Shim Eun-kyung, Kim Eung-soo, Lee Mi-do y Jin Kyung         |
| 2010 | Finding Mr. Destiny                        | Dr. Jung                               | junto a Im Soo-jung, Gong Yoo, Jeon Soo-kyung, Lee Chung-ah y Lee Je-hoon        |
| 2011 | The Great Gift                             | Koo Woo-ram                            | junto a Han Ji-hye, Choi Ha-na, Chun In-seo y Kim Dong-hyeon                     |
| 2011 | Romantic Heaven                            | Dong Ji-wook                           | junto a Kim Su-ro, Kim Ji-won, Kim Mu-yeol, Im Won-hee y Kim Won-hae             |
| 2011 | Cat: Two Eyes That See Death               | Jun-seok                               | junto a Park Min-young, Kim Ye-ron, Shin Da-eun, Lee Sang-hee y Jo Seok-hyun     |
| 2011 | Countdown                                  | Nalpari                                | junto a Jeon Do-yeon, Jung Jae-young, Min, Lee Geung-young y Oh Kwang-rok        |
| 2012 | The Concubine                              | Príncipe Sung-won                      | junto a Cho Yeo-jeong, Park Ji-young, Jo Eun-ji, Lee Geung-young y Park Chul-min |
| 2015 | Three Summer Nights                        | Myung-seok                             | junto a Yoon Je-moon, Im Won-hee, Son Ho-jun, Ryu Hyun-kyung y Lee Yoo-mi        |
| 2017 | Along with the Gods: The Two Worlds        | Kim Soo-hong                           | junto a Ha Jung-woo, Cha Tae-hyun, Ju Ji-hoon, Kim Hyang-gi y Yoo Jun-sang       |
| 2018 | The Accidental Detective 2: In Action      | Kwon Chul-in                           | junto a Kwon Sang-woo, Sung Dong-il, Lee Kwang-soo, Seo Young-hee y Lee Il-hwa   |
| 2018 | Along with the Gods: The Last 49 Days      | Kim Soo-hong                           | junto a Ha Jung-woo, Ju Ji-hoon, Kim Hyang-gi, Ma Dong-seok y Do Kyung-soo       |
| 2019 | Trade Your Love                            | Sung-seok                              | junto a Ko Sung-hee, Hwang Bo-ra, Kim Eui-sung, Im Ye-jin y Yum Jung-ah          |
| 2024 | Hijack 1971                                | Choi Dong-cheol                        | junto a Ha Jung-woo, Yeo Jin-goo, Sung Dong-il y Chae Soo-bin                    |

### Programas de variedades
| Año  | Título                              | Notas                                                 |
| ---- | ----------------------------------- | ----------------------------------------------------- |
| 2016 | Saturday Night Live Korea: Season 8 | (ep. #17) - invitado                                  |
| 2015 | King of Mask Singer                 | (ep. #23) - concursó como "Ascending Performer Clown" |
| 2012 | Saturday Night Live Korea: Season 2 | (ep. #10) - invitado                                  |
| 2010 | Radio Star                          | 2 episodios (ep. #137-138) - invitado                 |

### Presentador
| Año  | Título                              | Notas    |
| ---- | ----------------------------------- | -------- |
| 2011 | Saturday Night Live Korea: Season 1 | (ep. #5) |

### Documental
| Año  | Título                        | Notas                                     |
| ---- | ----------------------------- | ----------------------------------------- |
| 2020 | My Dear Youth – Coffee Prince | (documental sobre la serie Coffee Prince) |

### Aparición en programas de radio
| Año  | Título                           | Cadena   | Notas                                            |
| ---- | -------------------------------- | -------- | ------------------------------------------------ |
| 2019 | Kim Shin-young's Afternoon Songs | MBC FM4U | junto a Park Se-young y Kim Kyung-nam - invitado |

### Aparición en videos musicales
| Año  | Intérprete(s)       | Título                             | Notas |
| ---- | ------------------- | ---------------------------------- | ----- |
| 2010 | Younha              | "Please Take Care of My Boyfriend" |       |
| 2007 | 8Eight              | "Forget about Love and Sing"       |       |
| 2004 | Sogyumo Acacia Band | "So Goodbye"                       |       |

### Musicales
| Año        | Título           | Personaje      | Notas                                                                               |
| ---------- | ---------------- | -------------- | ----------------------------------------------------------------------------------- |
| 2009, 2015 | Brave Brothers   | -              | -                                                                                   |
| 2010       | Legally Blonde   | Emmett Forrest | junto a Lee Ha-nui, Jessica, Kim Ji-woo, Kim Do-hyun, Kim Jong-jin y Jeon Soo-kyung |
| 2009       | Hey, Bro!        | -              | -                                                                                   |
| 2008       | On Air: Season 2 | -              | -                                                                                   |

### Revistas / sesiones fotográficas
| Año  | Título      | Notas                 |
| ---- | ----------- | --------------------- |
| 2020 | VOGUE Korea | junto a Moon Ga-young |

### Anuncios
| Año | Título     | Notas |
| --- | ---------- | ----- |
| -   | SK Telecom | -     |

## Discografía
| Año  | Canción       | Álbum                  | Notas                  |
| ---- | ------------- | ---------------------- | ---------------------- |
| 2010 | Happy Killers | OST de "Happy Killers" | -                      |
| 2010 | Fly High      | OST de "Happy Killers" | junto a Shim Eun-kyung |
| 2009 | You Are to Me | OST de "Soul Special"  | -                      |

## Apoyo a beneficencia
El marzo de 2022, la Asociación Hope Bridge de National Disaster Relief anunció que había recibido una donación de 50 millones de wones por parte del actor, para apoyar a las víctimas de las áreas afectadas por el incendio forestal que se salió de control en Gangwon y Gyeongsangbuk-do.

## Premios y nominaciones
| Año  | Categoría                                                  | Premio                               | Trabajo                             | Resultado |
| ---- | ---------------------------------------------------------- | ------------------------------------ | ----------------------------------- | --------- |
| 2020 | Best Couple (junto a Moon Ga-young)                        | 39th MBC Drama Award                 | Find Me in Your Memory              | Ganaron   |
| 2019 | Grand Prize (Daesang)                                      | MBC Drama Award                      | Special Labor Inspector             | Ganó      |
| 2019 | Top Excellence Award, Actor in a Monday-Tuesday Miniseries | MBC Drama Award                      | Special Labor Inspector             | Ganó      |
| 2019 | Best Bromance Award (junto a Kim Kyung-nam)                | MBC Drama Award                      | Special Labor Inspector             | Nominados |
| 2019 | Top Excellence Award, Actor                                | 12th Korea Drama Award               | Special Labor Inspector             | Ganó      |
| 2019 | Best Actor                                                 | 14th Seoul International Drama Award | Special Labor Inspector             | Ganó      |
| 2018 | Best Supporting Actor                                      | 7th Korea Best Star Award            | Along with the Gods: The Two Worlds | Ganó      |
| 2018 | Best Supporting Actor                                      | 38th Golden Cinema Film Festival     | Along with the Gods: The Two Worlds | Ganó      |
| 2018 | Best Supporting Actor                                      | 39th Blue Dragon Film Award          | Along with the Gods: The Two Worlds | Nominado  |
| 2018 | Best Supporting Actor                                      | 23rd Chunsa Film Art Award           | Along with the Gods: The Two Worlds | Ganó      |
| 2018 | Best Supporting Actor                                      | 54th Baeksang Arts Award             | Along with the Gods: The Two Worlds | Nominado  |
| 2017 | Excellence Award, Actor in a Miniseries                    | MBC Drama Award                      | Radiant Office                      | Nominado  |
| 2016 | Best Character                                             | 10th Korea Cable TV Award            | Riders: Catch Tomorrow              | Ganó      |
| 2010 | Best New Actor                                             | 7th Max Movie Award                  | Take Off                            | Ganó      |
| 2009 | Ensemble Acting Award                                      | 17th Chunsa Film Art Award           | Take Off                            | Ganó      |
| 2009 | Best New Actor                                             | 12th Director's Cut Award            | Take Off                            | Ganó      |
| 2007 | Netizen Popularity Award                                   | 1st Korea Drama Award                | Coffee Prince                       | Ganó      |